# Series 30

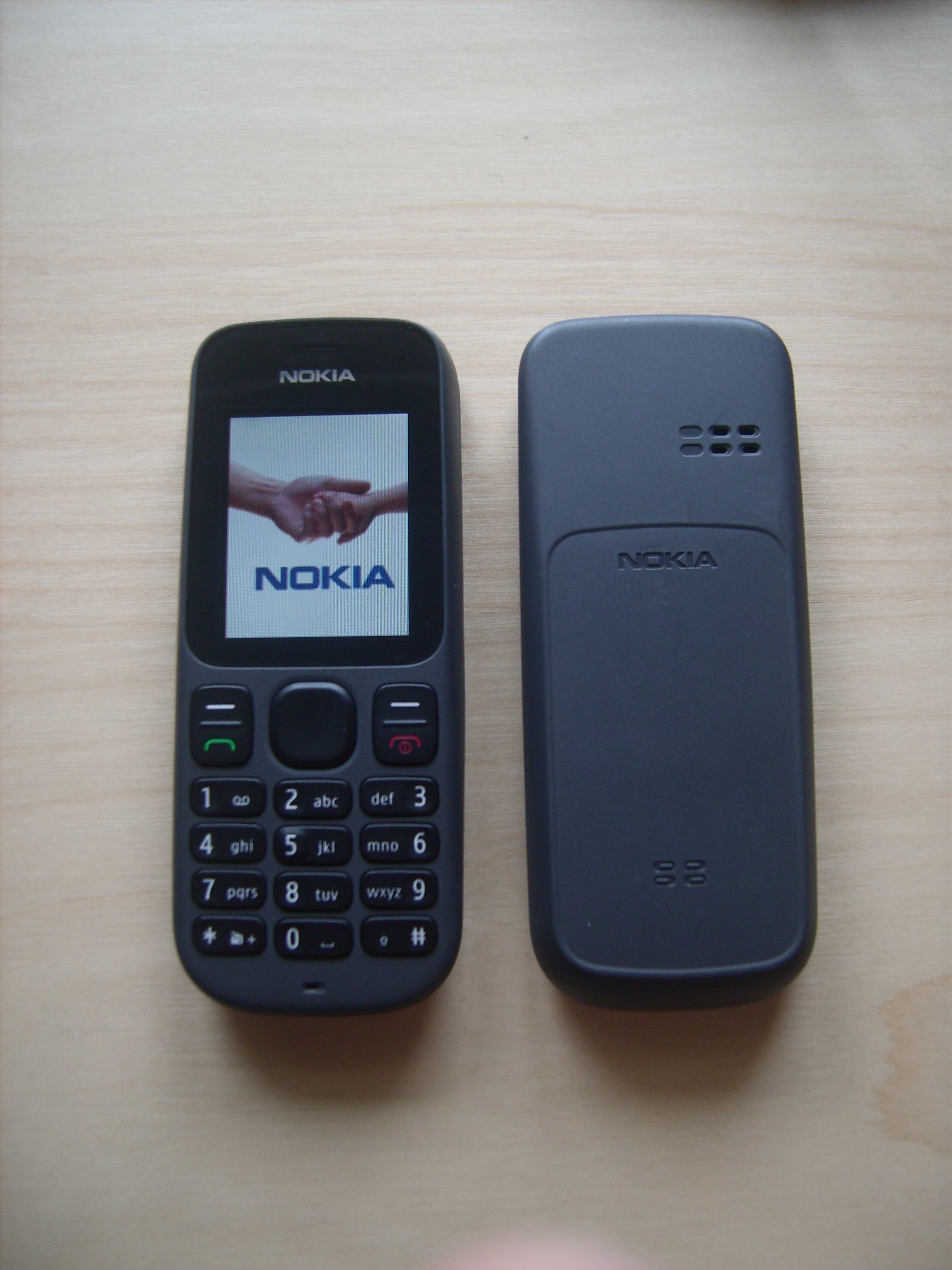
Nokia 100

Series 30, viết tắt là S30, là hệ điều hành và giao diện người dùng được viết bởi Nokia dành cho các điện thoại di động giá rẻ, được coi là phiên bản rút gọn của Series 40. Một vài điện thoại thuộc dòng này có thể chạy được ứng dụng java.
Thiết bị chạy Series 30 đầu tiên được cho là Nokia 1100 sản xuất năm 2003.

## Danh sách các thiết bị chạy Series 30
Dưới đây là danh sách các thiết bị chạy Series 30 do Nokia phát hành:
- Sản xuất năm 2002: Nokia 3510
- Sản xuất năm 2003: Nokia 1100
- Sản xuất năm 2004:  Nokia 2610
- Sản xuất năm 2005: Nokia 1110, Nokia 1108, Nokia 1101
- Sản xuất năm 2006: Nokia 1600, Nokia 2310, Nokia 1112
- Sản xuất năm 2007: Nokia 1650, Nokia 1200, Nokia 1208
- Sản xuất năm 2008: Nokia 1209
- Sản xuất năm 2009: Nokia 5030 XpressRadio, Nokia 1202, Nokia 1661.
- Sản xuất năm 2010: Nokia 1616, Nokia 1800, Nokia 1280, Nokia C1-00
- Sản xuất năm 2011: Nokia X1-00, Nokia X1-01, Nokia 100, Nokia 101
- Sản xuất năm 2012: Nokia 103
- Sản xuất năm 2013: Nokia 105, Nokia 106, Nokia 107